# Peacequest
PeaceQuest är en rörelse som grundades 1983 på initiativ av Valentin Sevéus under namnet Samarbete för fred. Syftet var som det formulerades i stadgarna att "igångsätta och stödja åtgärder som främjar förståelse och samförstånd mellan människor och nationer över hela världen". Verksamheten idag sker i PeaceQuest International. Den tidigare ungdomsorganisationen PeaceQuest/Sverige avvecklades under 2009–2010. PeaceQuest International inriktar sig på visionen om världsfred genom demokratisk utveckling och kunskapsutveckling om konflikthantering. En lång rad projekt och program har genomförts, såsom internationella utbyten, konferenser, teaterföreställningar, volontärutbyten, informationsprojekt runt ämnen som till exempel demokrati, fred, konflikthantering och stereotypbrytande. PeaceQuest International har en rad kontakter runt om i världen.

## Historik
Det började med att ett mindre kontor för den nya fredsorganisationen upprättades 1983 i Stockholm där inledningsvis fyra personer arbetade heltid, varav en från USA (Patricia Speer), en från dåvarande Sovjetunionen (Alla Mirell), en från Polen (Janusz Retke) och en från Sverige (Jan Fjellander). Från 1984 arbetade också Valentin Sevéus och Anna-Greta Eriksson på hel- eller deltid. Den första verksamheten bestod av informationsspridning och mötesverksamhet. Den första publikationen kallades Fredsbrevet, en trycksak på fyra A4-sidor som utgavs 1983 i 20 000 exemplar. 1984 genomfördes den första utlandsaktiviteten, en studieresa för 16 personer till Moskva.
Jan Fjellander var ordförande 1983–1985 och Valentin Sevéus 1985–1989. Åren 1985–1987 anordnades internationella sommarläger (i Härnösand, Gävle, Timrå och Väddö) med deltagare från bland annat USA och Sovjetunionen. Möten under Världsfredskongressen i Köpenhamn 1986 blev upptakten till många kontakter med fredsvänner i Indien. Hösten 1986 påbörjades en omfattande verksamhet med fredsstudieveckor i Stockholm med deltagare från främst gymnasieskolor runt om i Sverige. Ett internationellt fredscenter kunde genom ett avtal med Stockholms kommuns skolförvaltning skapas i Vällingby i före detta Skattegårdsskolan. Där fanns kontorsrum, mat- och mötessal samt cirka tio konferens- och förläggningsrum i tidigare klassrum. PeaceQuest-centret i Vällingby från 1986 var under sina fyra år Västeuropas största fredscenter. Ett stort antal kurser och möten genomfördes. Cirka tio personer arbetade del- eller heltid, varav tidvis några från andra länder, främst USA, Sovjetunionen och Indien. Samarbete för Fred blev medlem i Sveriges fredsråd, Svenska FN-förbundet och International Peace Bureau och fick goda kontakter med politiska partier och regeringsorgan i olika länder. Tidskriften Samtiden utgavs från 1989 med fyra nummer per år under sju år framåt.
Från 1980-talets senare del genomfördes en rad internationella arrangemang, i Sverige och i andra länder. Namnet PeaceQuest användes första gången 1988 då Samarbete för Fred i samverkan med samarbetspartners i USA och dåvarande Sovjetunionen arrangerade ett sex veckor långt studieprogram i Sverige, Sovjetunionen och USA med sammanlagt 50 deltagare från de tre länderna. Programmet fick namnet PeaceQuest Tour enligt ett förslag från Susanne Sklar, en medarbetare från Chicago. PeaceQuest International började användas 1989 som namn på ett växande internationellt nätverk. 1991 blev Samarbete för Fred, under namnet Co-operation for Peace, utsedd till PeaceMessenger av Förenta Nationerna.
1992 bildades en formell organisation med namnet PeaceQuest International i Washington, där ett mindre kontor under en tid förhyrdes. Från detta kontor organiserades bland annat studieprogram för svenska lärare och ungdomar i Washington och i New York. Bidragsansökningar till olika institutioner I USA gav inte önskat resultat, varför verksamheten där efter ett par år inte kunde fortsättas på grund av framför allt otillräckliga ekonomiska resurser.
Under de sista åren av 1980-talet och de första under 1990-talet startades efter kontakter med den Stockholms-baserade verksamheten självständiga grupper utanför Sverige. Som första internationellt verksamma fredsorganisation kunde PeaceQuest inrätta ett kontor i Riga — populärt kallat The Baltic Center — i samarbete med lokala freds- och miljövänner. En organisation vid namn Cooperation for Peace bildades i Berlin på tyskt initiativ. Också i Jekaterinburg (dåvarande Sverdlovsk) startades en Cooperation for Peace-grupp. Så skedde även i New Delhi efter ett besök av dåvarande vice ordföranden Katarina Elvin, rektor från Täby. Många andra internationella kontakter skapades och utvecklades och gav de aktivt engagerade värdefulla erfarenheter.
Miljöfrågan fick stort utrymme i verksamheten under 1990-talets första år. Ett flertal PeaceQuest-aktiva deltog i FN:s miljökonferens i Rio de Janeiro 1991, däribland Jakob Ström från Täby, som var ordförande i Samarbete for Fred 1989–1993. Han efterträddes av Anna-Karin Olsen från Helsingborg, en av deltagarna i PeaceQuest Tour 1988. Anna-Karin efterträddes i sin tur 1994 av Karin Johanson från Järfälla, tidigare organisationssekreterare vid fredscentret i Vällingby, och Andreas Drufva från Västervik. Vid ett extra årsmöte 3-5 februari 1995 bytte Samarbete för Fred namn till PeaceQuest/Sverige. Malin Berggren och Jon Möller, båda från Skåne, tog vid som nytt ordförandepar vid årsmötet 1995.
Ett första Sida-bidrag erhölls 1994 för en treårig försöksverksamhet 1994–1996 med fredsfrämjande aktiviteter i anslutning till skolor i utvecklingsländer. Verksamhet påbörjades i delstaten Karnataka i södra Indien, i Zambia och i Chile. I Karnataka och Zambia bildades organisationerna PeaceQuest/Karnataka och PeaceQuest/Zambia. Denna verksamhet gav organisationen omfattande insikter i de möjligheter och svårigheter som finns i utvecklingsländer med att bedriva skol- och föreningsbaserad verksamhet med freds- och demokratifrågor.
Valentin Sevéus och Jan Fjellander var styrelseledamöter i Samarbete för Fred och sedermera PeaceQuest/Sverige 1983-1995 och heltidsarbetande i organisationen fram till 1997 respektive 1999. Sedan Valentin Sevéus 1997 lämnat den post som generalsekreterare i PeaceQuest som han innehaft sedan 1990 tog han nya initiativ för att utveckla arbetet i PeaceQuest International. Han var ordförande där fram till 2003, då han efterträddes av Anders Bengtsson samtidigt som Stig Zandrén blev generalsekreterare. Anders Bengtsson och Stig Zandrén lämnade sina poster i föreningen PeaceQuest International vid årsmötet 2006. Valentin Sevéus återkom samtidigt på posten som ordförande i PeaceQuest International. 2009 valdes Fataneh Nik-khakian till ordförande. Hon efterträddes 2010 av Cristina Valdes, 2011 av Rodrigo Hidalgo och Anna Hay samt i september 2012 av Henrik Kindblom. 
I PeaceQuest/Sverige, som avvecklats under åren 2009–2010, innehades ordförandeposten de senaste åren i tur och ordning av Malin Berggren (1997–1999), Christina Wassholm (1999–2001), Joel Lindh (2001–2002), Stina Magnusson (2002–2004), Jenny Jönsson (2004–2006), Katarina Sandström (2006–2007, Emma Stark (2007–2008), Eva-Maria Sköld och Magdalena Musiala (2008–2009) samt slutligen av Johanna Lönn (2009–2010).

## Verksamhet
Styrelsen i PeaceQuest International utsedd vid årsmötet 2012.
Ordförande: Henrik Kindblom 